# مؤتمر واشنطن

مؤتمر واشنطن البحري. بتاريخ: 12 نوفمبر 1921 أو 6 فبراير 1922

مؤتمر واشنطن البحري هو مؤتمر لنزع السلاح دعت إليه الولايات المتحدة وعُقد في العاصمة واشنطن، في الفترة من 12 نوفمبر 1921 إلى 6 فبراير 1922. وقد عُقد خارج رعاية عصبة الأمم. حضره تسع دول - الولايات المتحدة، اليابان، الصين، فرنسا، بريطانيا، إيطاليا، بلجيكا، هولندا، والبرتغال  يتعلق بالمصالح في المحيط الهادئ وشرق آسيا. لم تتم دعوة روسيا السوفيتية إلى المؤتمر. كان أول مؤتمر للحد من التسلح في التاريخ، وكما يوضح كوفمان، 1990، فقد درسه علماء السياسة كنموذج لحركة ناجحة لنزع السلاح.
عقدت في ميموريال كونتيننتال هول في وسط العاصمة واشنطن،  أسفر عن ثلاث معاهدات رئيسية: معاهدة القوى الأربع، معاهدة القوى الخمس (المعروفة أكثر باسم معاهدة واشنطن البحرية)، معاهدة القوى التسع وعدد من اتفاقات أصغر. حافظت هذه المعاهدات على السلام خلال العشرينيات من القرن الماضي، لكنها لم تتجدد في عالم متزايد من العداء في الكساد العظيم.

## نهاية
ظلت المعاهدات والاتفاقات التي نتجت عن معاهدة واشنطن البحرية سارية لمدة أربعة عشر عامًا حتى أنهت اليابان مشاركتها في عام 1936.